# Іштван Геці
Іштван Геці (угор. Géczi István; 16 березня 1944, Шайорош — 10 вересня 2018) — угорський футболіст, що грав на позиції воротаря за «Ференцварош» і національну збірну Угорщини.

## Клубна кар'єра
У дорослому футболі дебютував 1962 року виступами за команду клубу «Ференцварош», кольори якої і захищав протягом усієї своєї кар'єри гравця, що тривала чотирнадцять років. Більшість часу, проведеного у складі «Ференцвароша», був основним голкіпером команди. За час, проведений у складі команди, провів 309 матчів у чемпіонаті Угорщини. У складі клубу «Ференцвароша» став п'ятиразовим чемпіоном країни та дворазовим володарем кубку Угорщини. Разом із клубом став володарем Кубку Ярмарків у 1965 року та фіналістом цього турніру в 1968 році. У 1975 році Геці виступав у фіналі Кубка володарів кубків 1975, в якому угорський клуб поступився київському «Динамо».

## Виступи за збірну
1964 року дебютував в офіційних матчах у складі національної збірної Угорщини. Протягом кар'єри у національній команді, яка тривала 11 років, провів у формі головної команди країни лише 23 матчі.
У складі збірної був учасником чемпіонату світу 1966 року в Англії та чемпіонату Європи 1972 року у Бельгії. У 1972 році був учасником Літніх Олімпійських ігор 1972 року, де з командою отримав срібні нагороди.

## Особисте життя
Після закінчення футбольної кар'єри працював шкільним учителем. У 80-х роках ХХ століття був депутатом парламенту Угорщини.

## Титули та досягнення
- Чемпіон Угорщини (5):

«Ференцварош»: 1962-63, 1964, 1967, 1968, 1975-76
- Володар Кубка Угорщини (2):

«Ференцварош»: 1971-72, 1973-74
- Володар Кубка ярмарків (1):

«Ференцварош»: 1964-65
Збірні
- Срібний олімпійський призер: 1972